# Partridge Green
Partridge Green – wieś w Anglii, w hrabstwie West Sussex, w dystrykcie Horsham. Leży 36 km na wschód od miasta Chichester i 63 km na południe od Londynu.